# Ленінська сільська рада (Керченський район)
Ле́нінська сільська́ ра́да — адміністративно-територіальна одиниця та орган місцевого самоврядування в Ленінському районі Автономної Республіки Крим. Адміністративний центр — село Ленінське.

## Загальні відомості
- Населення ради: 2 282 особи (станом на 2001 рік)

## Населені пункти
Сільській раді підпорядковані населені пункти:
- с. Ленінське
- с. Фонтан

## Склад ради
Рада складалася з 16 депутатів та голови.
- Голова ради: Пилипей Петро Петрович

### Керівний склад попередніх скликань
| Прізвище, ім'я, по батькові | Основні відомості                                                                     | Дата обрання | Дата звільнення |
| --------------------------- | ------------------------------------------------------------------------------------- | ------------ | --------------- |
| Пилипей Петро Петрович      | Сільський голова, 1951 року народження, освіта середня загальна, член Партії регіонів | 26.03.2006   | 31.10.2010      |
| Пилипей Петро Петрович      | Сільський голова, 1951 року народження, освіта середня загальна, безпартійний         | 31.10.2010   |                 |

Примітка: таблиця складена за даними сайту Верховної Ради України

### Депутати
За результатами місцевих виборів 2010 року депутатами ради стали:

#### За суб'єктами висування
| Суб'єкт висування | Кількість обраних депутатів | %    |
| ----------------- | --------------------------- | ---- |
| Партія регіонів   | 13                          | 81,3 |
| Самовисування     | 3                           | 18,8 |

#### За округами
| № округу        | Прізвище, ім'я, по батькові        | Дата визнання обраним | Освіта             | Партійна приналежність              | Відомості про обраного депутата                      |
| --------------- | ---------------------------------- | --------------------- | ------------------ | ----------------------------------- | ---------------------------------------------------- |
| Партія регіонів |                                    |                       |                    |                                     |                                                      |
| 1               | Ніконенко Надія Сергіївна          | 02.11.2010            | середня спеціальна | член Партії регіонів                | Ленінське ВПЗ, начальник відділу                     |
| 2               | Тютюгіна Олена Михайлівна          | 02.11.2010            | середня спеціальна | член Партії регіонів                | Ленінська сільська рада, спеціаліст-бухгалтер        |
| 3               | Кириленко Алла Володимирівна       | 02.11.2010            | середня            | позапартійна                        | КП «Ленводоканал», контролер відділу збиту           |
| 4               | Смирнова Людмила Василівна         | 02.11.2010            | середня спеціальна | член Партії регіонів                | Ленінська сільська рада, секретар                    |
| 5               | Макар Віра Василівна               | 02.11.2010            | вища               | член Партії регіонів                | Ленінська загальноосвітня школа, вчитель             |
| 6               | Даниленко Олена Анатоліївна        | 02.11.2010            | середня спеціальна | член Партії регіонів                | приватний підприємець                                |
| 7               | Гаташ Людмила Олександрівна        | 02.11.2010            | вища               | член Партії регіонів                | Ленінська б/ф № 20, бібліотекар                      |
| 9               | Утюганов Олександр Григорович      | 02.11.2010            | середня            | член Партії регіонів                | Ленінська загальноосвітня школа, кочегар             |
| 11              | Берденко Ірина Вікторівна          | 02.11.2010            | середня            | член Партії регіонів                | тимчасово не працює                                  |
| 12              | Проскуровська Тетяна Володимирівна | 02.11.2010            | вища               | член Партії регіонів                | Ленінська загальноосвітня школа, вчитель             |
| 13              | Єлісєєв Олег Ігорович              | 02.11.2010            | вища               | член Партії регіонів                | тимчасово не працює                                  |
| 15              | Калюжна Зінаїда Іванівна           | 02.11.2010            | середня спеціальна | член Партії регіонів                | пенсіонер                                            |
| 16              | Безуглова Ніна Миколаївна          | 02.11.2010            | середня спеціальна | член Партії регіонів                | Ленінська загальноосвітня школа, технічний працівник |
| Самовисування   |                                    |                       |                    |                                     |                                                      |
| 8               | Караваєва Валентина Миколаївна     | 02.11.2010            | середня            | позапартійна                        | ПП «Восток», охоронець                               |
| 10              | Бабакіна Олена Василівна           | 02.11.2010            | середня            | позапартійна                        | тимчасово не працює                                  |
| 14              | Карманова Катерина Пимонівна       | 02.11.2010            | середня спеціальна | член Партії «Соціалістична Україна» | тимчасово не працює                                  |